# ГЕС Маоергай
ГЕС Маоергай (毛尔盖水电站) — гідроелектростанція в центральній частині Китаю в провінції Сичуань. Знаходячись між ГЕС Zhúgéduō (вище за течією) та ГЕС Sèěrgǔ, входить до складу каскаду на річці Хейшуй, правій притоці Міньцзян, яка, своєю чергою, є лівою притокою Дзинші (верхня течія Янцзи).
У межах проєкту річку перекрили кам'яно-накидною греблею висотою 147 метрів, довжиною 458 метра та шириною по гребеню 12 метрів, яка потребувала 11,5 млн м3 матеріалу. Вона утримує велике водосховище з об'ємом 535 млн м3 (корисний об'єм 443 млн м3) та припустимим коливанням рівня поверхні в операційному режимі між позначками 2063 та 2133 метри НРМ.
Зі сховища ресурс транспортується до машинного залу через прокладений у лівобережному гірському масиві дериваційний тунель довжиною 16,3 км. У системі також працює вирівнювальний резервуар висотою 171 метр.
Основне обладнання станції становлять три турбіни типу Френсіс потужністю по 140 МВт, які використовують напір від 168 до 261 метра (номінальний напір 220 метрів) та забезпечують виробництво 1668 млн кВт·год електроенергії на рік.
Видача продукції відбувається по ЛЕП, розрахованій на роботу під напругою 500 кВ.